# Tella
Tella es la capital del municipio de Tella-Sin, en la comarca de Sobrarbe, provincia de Huesca, comunidad autónoma de Aragón, España. Ocupa una cumbre sobre el valle de Bielsa, a 1380 m s. n. m., protegida por una muralla calcárea en el Pirineo Aragonés, cerca del parque nacional de Ordesa y Monte Perdido.

## Historia

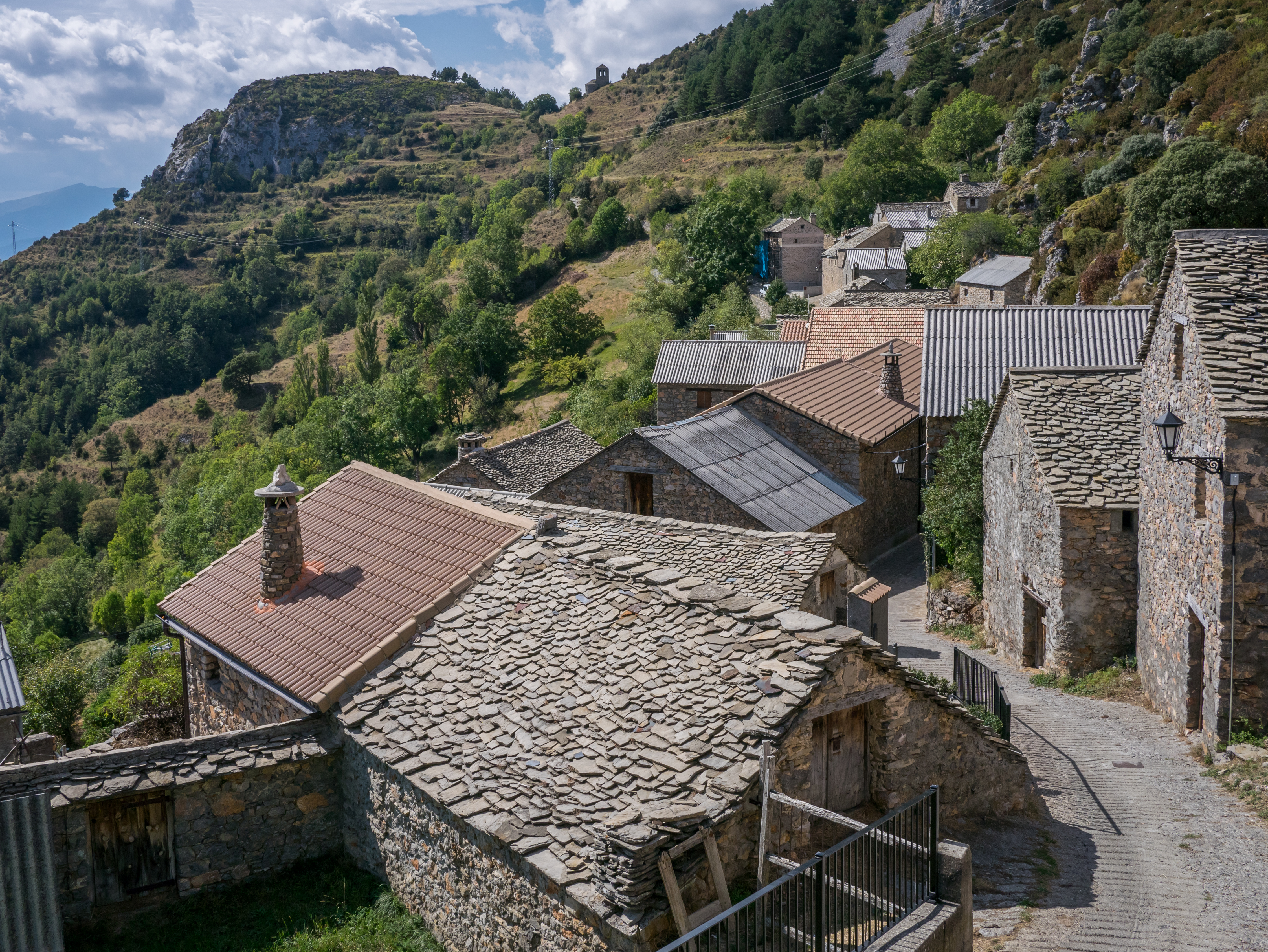
Tella

La zona se encuentra habitada desde muy antiguo; prueba de ello es el dolmen megalítico situado a un kilómetro escaso del casco urbano.
En el siglo XV contaba con 22 fuegos, aunque para 1992 su población se había reducido a 12 habitantes, en estos momentos en el año 2008 tienen de 21 habitantes según el censo.

## Demografía
| Gráfica de evolución demográfica de Tella entre 1842 y 1960 |
| |
| Población de derecho según los censos de población del INE Población de hecho según los censos de población del INEEntre el censo de 1857 y el anterior, crece el término del municipio porque incorpora a Revilla Entre el censo de 1970 y el anterior, este municipio desaparece porque se agrupa en el municipio Tella Sin |

## Monumentos
- Dolmen de Tella, prehistórico.

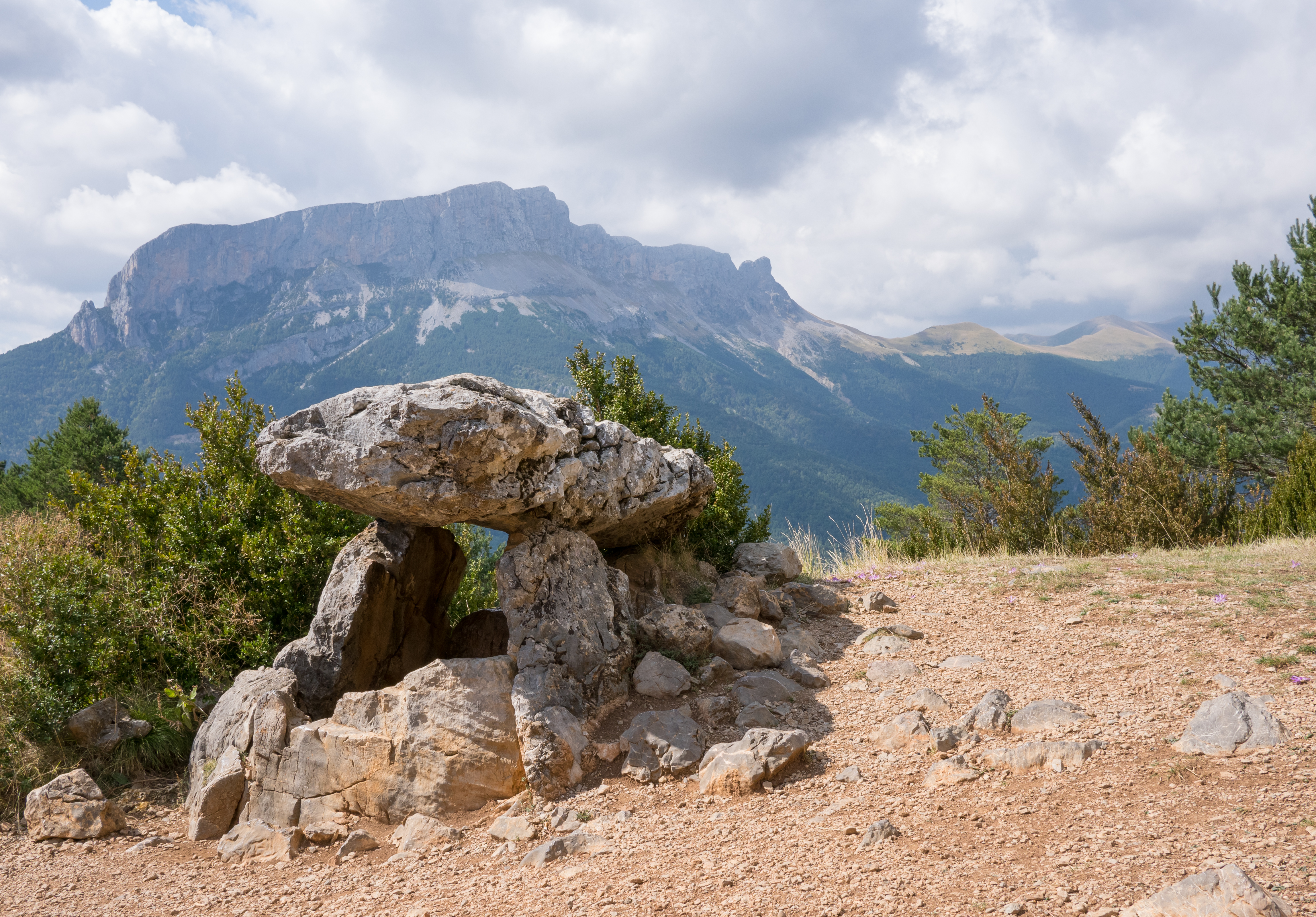
Dolmen de Tella

- Iglesia parroquial del siglo XVI, consagrada a San Martín.
- Ermita de San Juan y San Pablo, siglo XI. Pertenece a la misma época y estilo que la ermita de San Aventín (Bonansa).
- Ermita de la Virgen de la Peña, siglo XIII.
- Ermita de la Virgen de Fajanillas, siglo XVI.

## Curiosidades
La zona cuenta con una rica tradición relacionada con la brujería. Podemos encontrar múltiples ejemplos en la toponimia local, como por ejemplo el Puntón de las Brujas, a cuyos pies se levanta la ermita de San Juan y San Pablo. De hecho, Tella cuenta con un museo de la brujería.
Todavía quedan hablantes de aragonés entre las personas más mayores de la localidad, existiendo un único escrito en aragonés llamado "La caridá de Tella". Los rasgos que se mantienen son muy parecidos a los del aragonés belsetán.

## Accesibilidad
Tella se encuentra al este del parque nacional de Ordesa y Monte Perdido, rodeado de monumentales montañas entre las que destacan Castillo Mayor y Punta Lierga. Dista 26 kilómetros de Aínsa, también denominada L'Ainsa, y 24 de Bielsa. Se accede a la localidad por medio de las carreteras A-138 y Hf-0132ab.